# بيثايفين سكوتلاند
بيثايفين سكوتلاند (بالإنجليزية: Beethaeven Scottland)‏ كان ملاكم محترف أمريكي صنّف ضمن فئة الوزن المتوسط بدأ مسيرته الاحترافية سنة 1995 حيث انتصر في نزاله الأول.

## المسيرة الاحترافية
من نزالاته:
- خسر أمام إريك هاردينغ (29-06-1997).
- خسر أمام إريك هاردينغ (10-01-1997).

## إحصائيات
خاض خلال مسيرته 29 نزالا، فاز في 20 وتعادل في 2 وخسر في 7. فاز بالضربة القاضية في 9 نزالات.

## روابط خارجية
- بيثايفين سكوتلاند على موقع بوكس ريك (الإنجليزية) (registration required)